# Spilogona nordenskioldi
Spilogona nordenskioldi este o specie de muște din genul Spilogona, familia Muscidae. A fost descrisă pentru prima dată de Holmgren în anul 1883. Conform Catalogue of Life specia Spilogona nordenskioldi nu are subspecii cunoscute.